# Rafael Maroto Yserns
Rafael Maroto Yserns (Llorca, Múrcia, 15 d'octubre de 1783 - Valparaíso, Xile, 25 d'agost de 1853) fou un dels principals caps militars carlistes de la guerra dels Set Anys.
Al principi de la seva carrera es distingí en la Guerra del Francès, trobant-se, entre molts fets en el setge de Saragossa, on fou ferit i fet presoner, encara que aconseguí escapolir-se.
El desembre del 1813 es feu a la mar amb destí al Perú, al capdavant del regiment de Talavera: desembarcà a Lima, i marxà a la reconquesta de Xile, ascendint allà a general, i tornà a Europa el 1825.

## Integració en les filles carlines
Desenvolupava la comandància general de la província de Toledo, quan començà la guerra civil; llavors renuncià a aquell govern militar i el 1835 fou nomenat per Carles V comandant general de Biscaia. Disgustat, però, pels molts obstacles que se li oposaven, es retirà a Tolosa.
Més endavant, havent fracassat Juan Antonio Guergué en el comandament de l'exèrcit carlista, aquest fou confiat a Maroto, al qual Carles V va permetre retornar a les províncies uns mesos abans. De caràcter atrabiliari i dur, no fou ben rebut per tothom: augmentà el descontentament per la seva tàctica de refugi i combats i la seva poca fortuna en algunes ocasions.

## Els afusellaments d'Estella
Des del gener de 1839 tractà amb Baldomero Espartero, al mateix temps que els seus enemics dintre del camp carlista conspiraven per enderrocar-lo. En veure que no obtenia la intervenció de Carles V per castigar els seus opositors, decidí afusellar els generals Francisco García, Pablo Sanz y Baeza i Juan Antonio Guergué, el brigadier Carmona, l'intendent Úriz i l'oficial Ibáñez, a l'era d'una casa d'Estella, de genolls i per l'esquena, sense honors, el 18 de febrer de 1838. D'altres suposats conspiradors aconseguiren escapar.
Després d'aquest fet, feu una proclama tractant de justificar-lo, però fou inicialment desaprovat per Carles V, el qual separà Maroto del comandament de l'exèrcit i el declarà traïdor. El pretendent, però, va acabar per cedir davant l'actitud del general i sobretot de les tropes que el seguien i fou rehabilitat.

## El Conveni de Bergara

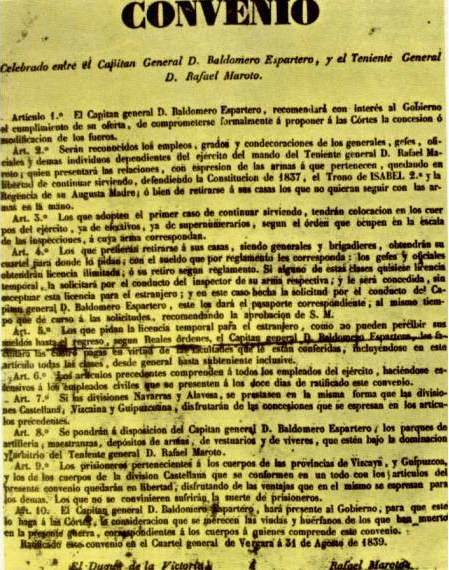
Fotocòpia del conveni de Bergara

Continuant els tractes amb Espartero, es deixà derrotar per aquest i envià un ajudant a París perquè França intervingués com a mediadora, proposant el casament del primigeni de Carles V amb Isabel II d'Espanya. També s'entrevistà amb John Hay, representant anglès del qual només va poder treure la promesa dels restabliment dels furs del País Basc i Navarra.
Espartero es negà a acceptar, igual que els anglesos, aquell casament, però continuà tanmateix les negociacions, que Maroto, sense deixar per això de dirigir als seus soldats paraules de guerra, continuava sense cap vergonya, fins al punt d'entrevistar-se personalment amb Espartero a l'ermita San Antolín de Abadiano. Encara que no arribaren en aquell moment a cap acord, comunicà al secretari d'Estat i de Guerra de Carles V les condicions que posava el general isabelí. El Pretendent el deposà i nomenà en el seu lloc el comte de Negri, però Maroto l'empresonà i, acceptant tot el que Espartero proposava, signà les bases del famós conveni de Bergara, que posà fi a la guerra.
En virtut d'aquest conveni fou nomenat capità general de l'exèrcit espanyol, i després ministre del Suprem Tribunal de Guerra i Marina.
El 1847 passà a Xile a arranjar els seus negocis particulars i allí morí.